# Samsung Galaxy A50
Il Samsung Galaxy A50 è uno smartphone di fascia media prodotto da Samsung.
Il dispositivo fa parte della nuova serie Galaxy A rivista nel 2019, anno in cui ha iniziato a comprendere molti modelli, che spaziano dalla fascia bassa alla fascia alta.

## Caratteristiche generali

### Hardware
Galaxy A50 è costruito in plastica e non è dotato di certificzione IP68, a differenza di alcuni modelli facenti parte delle precedenti edizioni di Galaxy A. È dotato di un display "Infinity-U" da 6,4 pollici FHD+ con tecnologia Super AMOLED, una memoria RAM LPDDR4X da 4/6 GB e una ROM da 64/128 GB UFS 2.1, espandibile tramite microSD. Il chipset è un octa-core Samsung Exynos 9610, costituito da una CPU con 4 core ARM Cortex-A53 da 1,74 GHz + 4 core ARM Cortex-A73 da 2,3 GHz, costruito con processo produttivo a 10 nm ed accompagnato da una GPU Mali-G72 MP3. Inoltre,è presente un lettore di impronte digitali ottico sotto lo schermo. La batteria ha una capacità massima di 4000 mAh e non è removibile dall'utente. Supporta la ricarica rapida a 15 watt.

#### Fotocamera

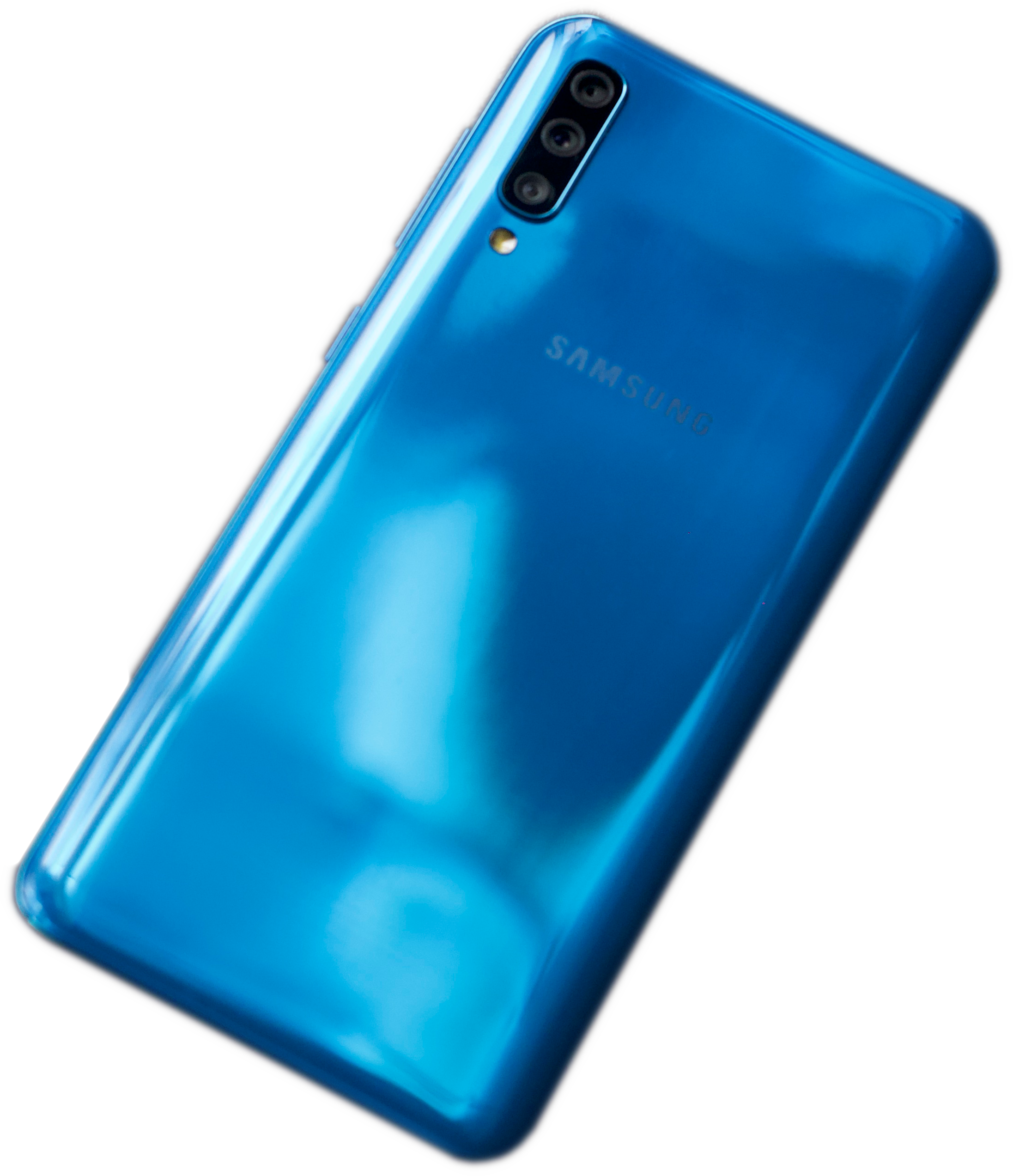
La tripla fotocamera posteriore del Galaxy A50

Il Samsung Galaxy A50 è dotato di un triplo array di fotocamere posteriori composto da un sensore da 25 megapixel con apertura f/1.7 privo di stabilizzatore ottico, un sensore grandangolare da 8 megapixel con apertura f/2.2 ed un sensore da 5 megapixel f/2.2 per l'effetto sfocatura dello sfondo. La fotocamera anteriore è singola con un sensore da 25 megapixel ed apertura f/2.0.

### Software
Lo smartphone è dotato di sistema operativo Android 9 Pie con interfaccia utente personalizzata One UI 1.1. Il dispositivo è stato aggiornato ad Android 10 con interfaccia One UI 2.0, passata poi alla versione 2.5. A partire da marzo 2021 viene aggiornato ad Android 11 con One UI 3.1.

## Commercializzazione
Il dispositivo è stato commercializzato nella prima metà del 2019. In base alla versione, può essere dotato o meno di dual SIM e di NFC.

## Varianti

### Galaxy A50s
Il Samsung Galaxy A50s è una variante del Galaxy A50, che differisce per chipset (Exynos 9611) e reparto fotografico (48+8+5 MP posteriori, 32 MP anteriore).